# Coraki
Coraki – miasto w Australii, w stanie Nowa Południowa Walia.